# Qotour-Talbrücke
Die Qotour-Talbrücke ist eine Eisenbahnbrücke im Zuge der eingleisigen Bahnstrecke Van–Täbris über das Qotour-Tal in der iranischen Provinz West-Aserbaidschan.

## Bedeutung
Die Bahnstrecke Van–Täbris ist die einzige Eisenbahnverbindung zwischen der Türkei und dem Iran. Der Bahnbau wurde von der CENTO veranlasst, um die beiden damaligen Verbündeten der USA enger aneinander zu binden.

## Bau
Die Qotour-Talbrücke wurde zwischen April 1969 und März 1970 nach dem Entwurf von Sverdrup & Parcel von der American Bridge Company gebaut. Die Einzelteile der Brücke wurden in den USA gefertigt und per Schiff und Bahn zur Baustelle gebracht. Der Brückenbogen wurde im Freivorbau mit Hilfe eines 660 m langen, das Tal überspannenden Kabelkrans mit 30 t Tragfähigkeit montiert. Die beiden Seiten des Bogens wurden bis zum Bogenschluss mit 59 mm starken Seilen an den Talhängen rückverankert.

## Technische Parameter
Die Brücke steht etwa 20 km südwestlich von Choy. Sie ist 442,9 m lang und überquert den Fluss in 119 m Höhe über der Talsohle. Ihre Hauptöffnung besteht aus einem zweigelenkigen stählernen Fachwerkbogen mit einer Spannweite von 223,1 m. Er hat einen trapezförmigen Querschnitt und ist maximal 13,19 m breit. Die beiden Ober- und Untergurte haben einen Abstand von maximal 8,59 m. Auf dem Fachwerkbogen stehen 8 stählerne bis zu 37 m hohe Fachwerkspfosten, die den Gleisträger aus geschweißten Kastenträgern stützen. Die Vorlandbrücken aus 2 genieteten Blechträgern stehen auf Betonpfeilern. Der verbaute Stahl wiegt 3.315 t.